# Yanqui U.X.O.
Yanqui U.X.O. là album phòng thu thứ ba của ban nhạc post-rock người Canada Godspeed You! Black Emperor. Album được sản xuất và thu âm bởi Steve Albini tại Electrical Audio ở Chicago, Illinois vào cuối năm 2001. Đĩa nhạc này được phát hành bởi hãng đĩa Montreal Constellation ngày 11 tháng 11 năm 2002 tại châu Âu ở dạng CD và đĩa than và một tuần sau trên toàn cầu.
Đây là đĩa nhạc đầu tiên được ra mắt sau khi sửa đổi tên nhóm (chuyển dấu chấm thang từ"emperor"tới"you"), cũng như album đầu tiên phát hành ngoài phạm vi Canada. Thiếu vắn sự hiện diện của cả field recording và những phân đoạn (movement) được đặt tên, Yanqui U.X.O. được ban nhạc mô tả là"instrumental rock thô ráp, giận dữ, nghịch tai, hùng tráng."
Không lâu sau khi phát hành album, Godspeed You! Black Emperor thông báo rằng rằng ban nhạc sẽ gián đoạn vô hạn định vì các thành viên theo đuổi sự nghiệp âm nhạc riêng.

## Bối cảnh
"Yanqui"nghĩa là"Yankee"trong tiếng Tây Ban Nha. Phần ghi chú bìa gọi"Yanqui"là"tập đoạn đầu sỏ đa quốc gia", còn"U.X.O."là"unexploded ordnance"(vật chưa nổ). Bìa sau của album có một sơ đồ mũi tên thể hiện liên kết giữa bốn hãng đĩa lớn (AOL Time-Warner, BMG, Sony, Vivendi Universal) và các nhà sản xuất vũ khí. Đi kèm sơ đồ là một bức ảnh bom rơi. Ban nhạc sau đó thừa nhận rằng một phần sơ đồ này không chính xác (ví dụ: EMI là một chi nhánh của AOL Time-Warner).
Album được phát hành dưới dạng CD và đĩa than kép, bản đĩa than có ba khác biệt đáng chú ý. Đầu tiên là kết hợp hai phần của"09-15-00"làm một (ghi chú bìa viết rằng đây là ngày intifada Palestine thứ hai bắt đầu, dù điều này sai). Thứ hai là sự thêm vào của một track"ẩn"không tên (tương tự như"J.L.H. Outro"trên bản CD của F♯A♯∞); track ẩn này sample bài diễn văn của George W. Bush với tiếng vổ tay thêm vào (nó cũng xuất hiện ở track"The Day that Mauro Ran Over Elwy Yost"trong album đầu tay Droopy Butt Begone! (2000) của 1-Speed Bike, một dự án của thành viên Aidan Girt, cũng như trên album tổng hợp Azadi! (2003) của Museum Fire Records với tên"George Bush Cut Up While Talking"). Cuối cùng, phần thứ hai của"Motherfucker=Redeemer"dài hơn năm phút do phần intro ambient.
Tiêu đề thay thế cho một số nhạc khúc từng được ban nhạc sử dụng gồm"12-28-99"("09-15-00"),"Tazer Floyd"("Rockets Fall on Rocket Falls"), và"Tiny Silver Hammers"("Motherfucker=Redeemer").

## Thu âm
Album được thu âm tại Electrical Audio bởi nhà sản xuất Steve Albini. Phối khí bởi ban nhạc và Howard Bilerman (người cũng làm vài đoạn thu âm bổ sung) tại Hotel2Tango ở Montreal, master bởi John Loder và Steve Rooke tại Abbey Road Studios ở London, Anh.

## Tiếp nhận
| Đánh giá chuyên môn | Đánh giá chuyên môn |
| Điểm trung bình     | Điểm trung bình     |
| Nguồn               | Đánh giá            |
| ------------------- | ------------------- |
| Metacritic          | 80/100              |
| Nguồn đánh giá      |                     |
| Nguồn               | Đánh giá            |
| Allmusic            | [ 11 ]              |
| Pitchfork Media     | 5.6/10              |
| Spin                | 7/10                |
| Stylus              | B+                  |
| Mojo                | Favourable          |

Yanqui U.X.O là đĩa nhạc có nhiều ý kiến trái chiều nhất của Godspeed You! Black Emperor. Trong khi một số, như Allmusic, khen ngợi rằng đây là album hoàn thiện nhất của nhóm, thì số khác, như Pitchfork Media, cho rằng nó"uể oải và thiếu sáng tạo."

## Danh sách nhạc khúc

### CD
| STT | Nhan đề                         | Thời lượng |
| --- | ------------------------------- | ---------- |
| 1.  | "09-15-00, Part 1"              | 16:27      |
| 2.  | "09-15-00, Part 2"              | 6:17       |
| 3.  | "Rockets Fall on Rocket Falls"  | 20:42      |
| 4.  | "Motherfucker=Redeemer, Part 1" | 21:22      |
| 5.  | "Motherfucker=Redeemer, Part 2" | 10:10      |

### Đĩa than
| Mặt một | Mặt một    | Mặt một    |
| STT     | Nhan đề    | Thời lượng |
| ------- | ---------- | ---------- |
| 1.      | "09-15-00" | 22:40      |

| Mặt hai | Mặt hai                        | Mặt hai    |
| STT     | Nhan đề                        | Thời lượng |
| ------- | ------------------------------ | ---------- |
| 2.      | "Rockets Fall on Rocket Falls" | 20:43      |

| Mặt ba | Mặt ba                  | Mặt ba     |
| STT    | Nhan đề                 | Thời lượng |
| ------ | ----------------------- | ---------- |
| 3.     | "Motherfucker=Redeemer" | 21:30      |

| Mặt bốn | Mặt bốn                                                                         | Mặt bốn      |
| STT     | Nhan đề                                                                         | Thời lượng   |
| ------- | ------------------------------------------------------------------------------- | ------------ |
| 4.      | "Motherfucker=Redeemer (cont.)" - (Track ẩn: George Bush Cut Up While Talking)" | 15:25 - 3:40 |

## Thành phần tham gia
Godspeed You! Black Emperor
- Thierry Amar – guitar bass
- David Bryant – guitar điện
- Bruce Cawdron – trống
- Aidan Girt – trống
- Norsola Johnson – cello
- Efrim Menuck – guitar điện
- Mauro Pezzente – guitar bass
- Roger Tellier-Craig – guitar điện
- Sophie Trudeau – violin

Nhạc công khác
- Josh Abrams – contrabass
- Geof Bradfield – bass clarinet
- Rob Mazurek – trumpet
- Matana Roberts – clarinet

Thành phần sản xuất
- Steve Albini – thu âm, sản xuất
- Howard Bilerman – phố khí
- Godspeed You! Black Emperor – phối khí
- John Loder – master
- Steve Rooke – master